# Mansur bin Mutaib
Prinz Mansur bin Mutaib bin Abdulaziz Al Saud (arabisch منصور بن متعب بن عبد العزيز آل سعود, DMG Manṣūr b. Mutʿib b. ʿAbd al-ʿAzīz Āl Saʿūd; * 1952) ist ein saudi-arabischer Politiker und Mitglied des Hauses Saud. Er ist seit Juni 2015 Staatsminister des Königreichs Saudi-Arabien und Berater des Königs.

## Leben
Mansur wurde 1952 als Sohn des Prinzen Mutaib geboren. Der Staatsgründer König Abdulaziz war sein Großvater. 
An der George Washington Universität in Washington, USA machte er 1976 einen Bachelor und 1979 einen Master in BWL. 1986 erhielt er einen Ph.D. in Öffentlicher Verwaltung. Zwischenzeitlich war er Professor für Öffentliche Verwaltung an der König-Saud-Universität. Mansur war außerdem an der Planung der Kommunalratswahlen von 2005 beteiligt. Von 2006 bis 2009 war er stellvertretender Minister für kommunale und ländliche Angelegenheiten. Von 2009 bis 2014 war er Minister für kommunale und ländliche Angelegenheiten. Im Januar 2015 wurde er zum Staatsminister ernannt. Er ist ein Berater seines Onkels König Salman.

## Familie
Mansur ist mit seiner Cousine 1. und 2. Grades Ibtisam bint Yazid bin Abdullah bin Abdul Rahman Al Saud verheiratet und Vater von drei Söhnen und zwei Töchtern. Ihre Mutter Nura ist eine Schwester und ihr Vater Yazid ein Cousin väterlicherseits seines Vaters Mutaib.